# اسپندارهای باریک
اسپندارهای باریک (نام علمی: Stenocereus) نام یک سرده از تیره کاکتوسان است.
نام دیگر این سرده اسپندارهای تک‌افتاده (Isolatocereus) است. 

## نگارخانه

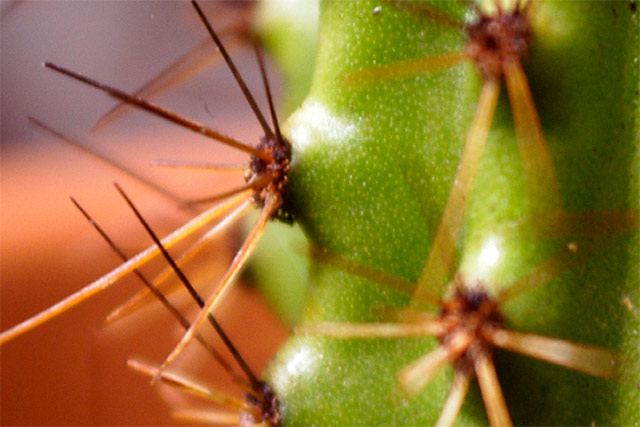
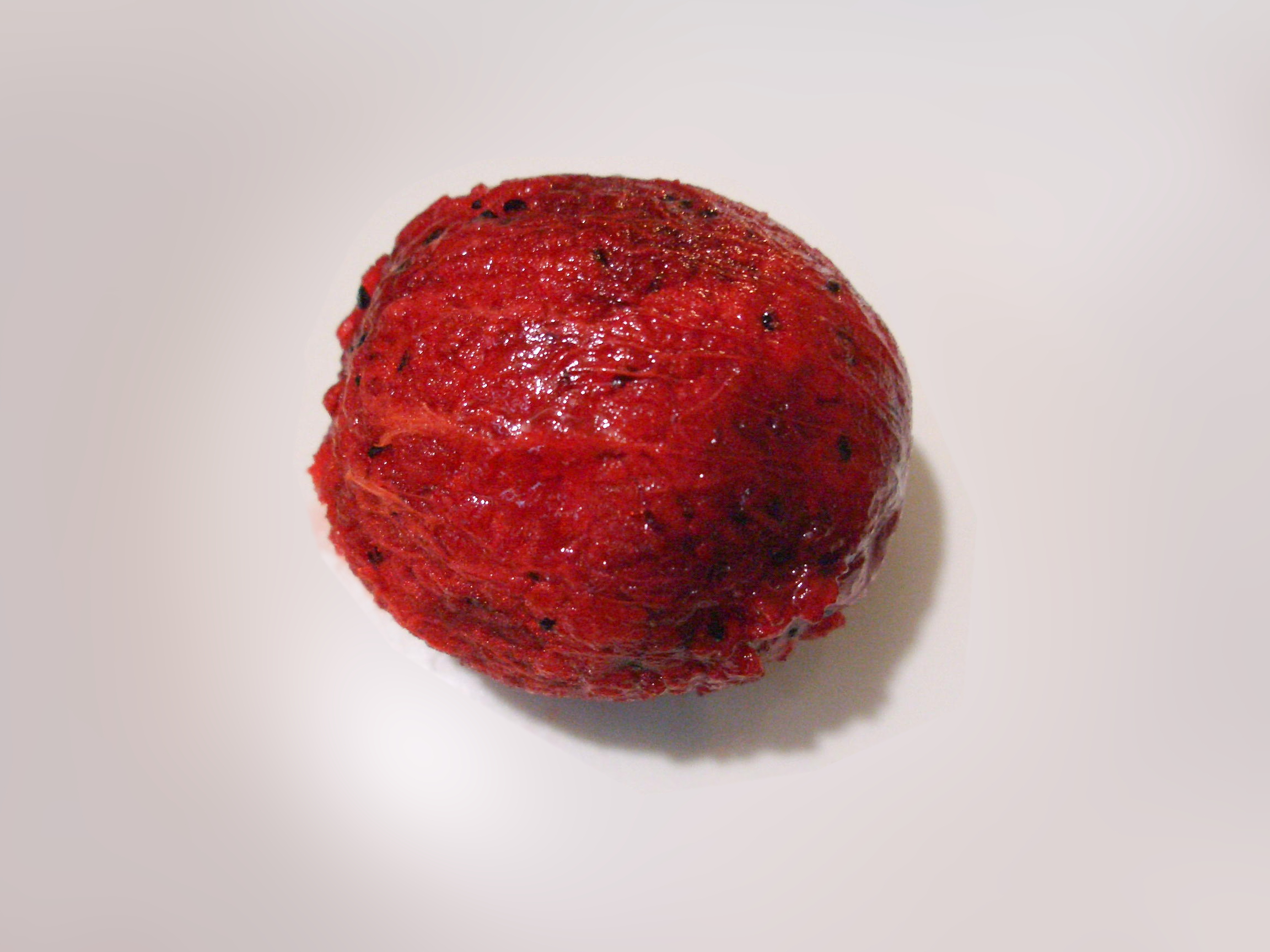
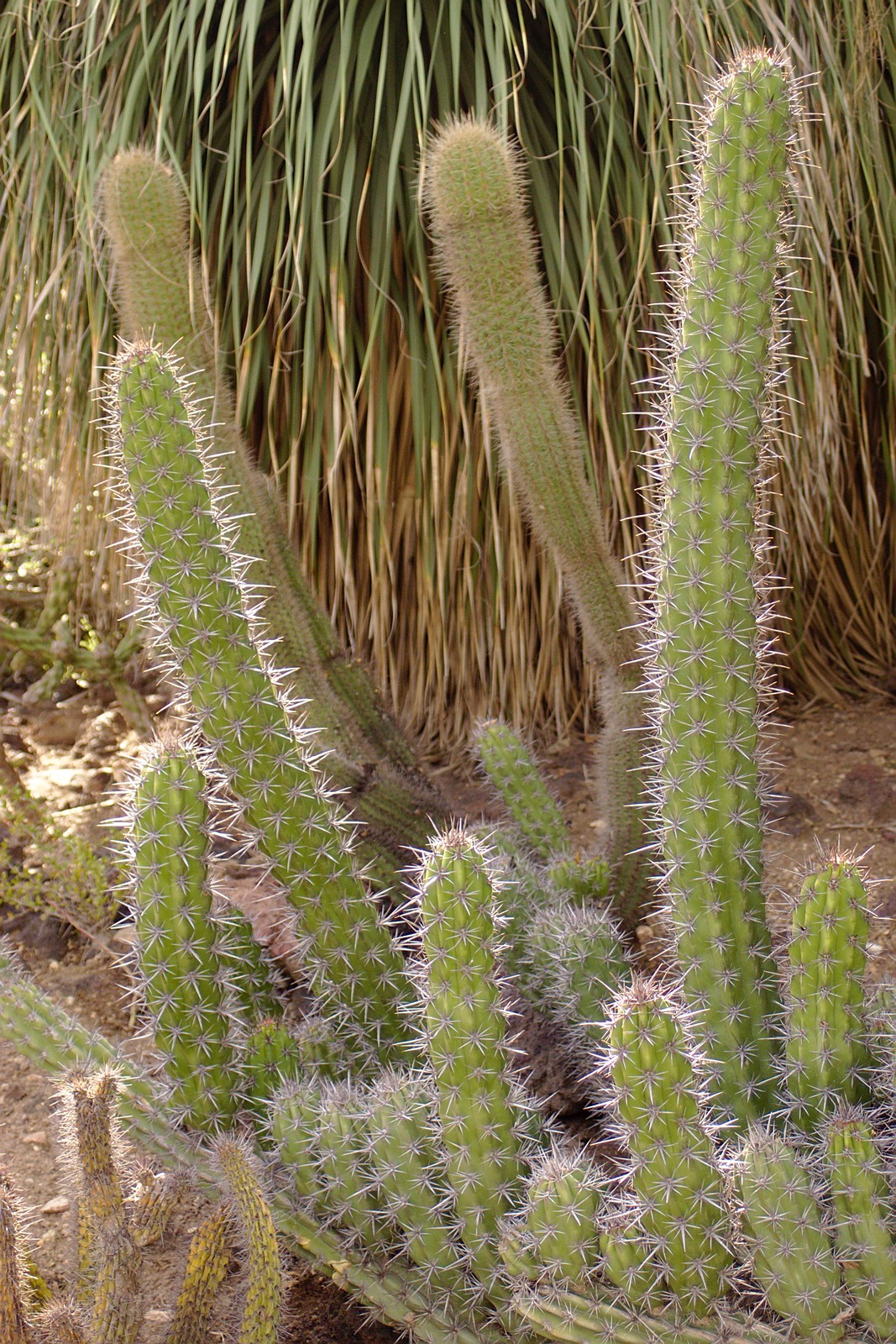